# Johannes Hinrichsen
Johannes Hinrichsen (* 1884; † 1971) war ein deutscher Kunsthändler.

## Leben
Ab 1928 war er Partner von Paul Lindpaintner (1883–1969) in der Kunsthandlung Hinrichsen und Lindpaintner in Berlin mit Sitz in der Bellevuestrasse. Er war an nationalsozialistischen Raubkunst-Aktionen beteiligt, so war er Einkäufer für Hermann Göring und hatte enge Verbindungen zu Walter Bornheim. 1938 erwarb er die Villa von Leopold von Andrian, der Österreich verlassen musste, in Altaussee. Nach der Zerstörung seines Berliner Geschäfts 1945 ließ er sich ganz in Altaussee nieder und führte seinen Kunsthandel von dort weiter.